# Змерилло
Змерилло (итал. Smerillo) —  коммуна в Италии, располагается в области Марке, в провинции Фермо.
Население коммуны составляет 394 человека (2008 г.), плотность населения составляет 36 чел./км². Занимает площадь 11 км². Почтовый индекс — 63020. Телефонный код — 0734.
Покровителями коммуны почитаются святые апостолы Пётр и Павел, празднование 29 июня.

## Демография
Динамика населения:

## Администрация коммуны
- Официальный сайт: https://web.archive.org/web/20100508011744/http://www.provincia.ap.it/Smerillo/